# Матильда Бонапарт
Матильда-Летиція Вільгельміна Бонапарт (фр. Mathilde-Létizia Wilhelmine Bonaparte; (27 травня 1820 , Трієст  — 2 січня 1904 , VIII округ Парижа ) — французька принцеса, власниця знаменитого салону часів Другої імперії та Третьої республіки. Донька брата Наполеона I Жерома та його другої дружини Катерини Вюртемберзької.

## Біографія
Народилася 1820 року в Трієсті, виховувалась у Римі та Флоренції . Була нареченою свого двоюрідного брата, майбутнього Наполеона III, пізніше заручини було розірвано. 1 листопада 1840 року в Римі вийшла заміж за Анатолія Демидова . Незадовго до весілля Демидов отримав від великого герцога Тоскани Леопольда II титул князя Сан-Донато, оскільки батько Матильди хотів, щоб вона залишилася принцесою. Княжий титул Анатолія не визнавався у Російській імперії. У шлюбі дітей не було.
Шлюб між двома сильними особистостями, якими були Демидов та Матильда, був бурхливим. Князь наполягав на продовженні відносин з Валентиною де Сен-Алдегонде, його бажання зустріло запеклий опір з боку Матильди. У 1846 році Матильда втекла зі своїм коханцем Емільєном де Ньюверкерке, забравши коштовності зі свого посагу (вони були викуплені Демидовим у тестя і були його власністю).
Мати принцеси Матильди була двоюрідною сестрою російського імператора Миколи I, і той став на її бік Матильди під час конфлікту з чоловіком. Через це Демидов більшу частину життя провів за межами Російської імперії. У 1847 році було оформлено розлучення, за умовами якого Демидов мав виплачувати річне утримання колишній дружині у розмірі 200 000 франків, а після його смерті пенсіон Матильді виплачували спадкоємці Анатолія.

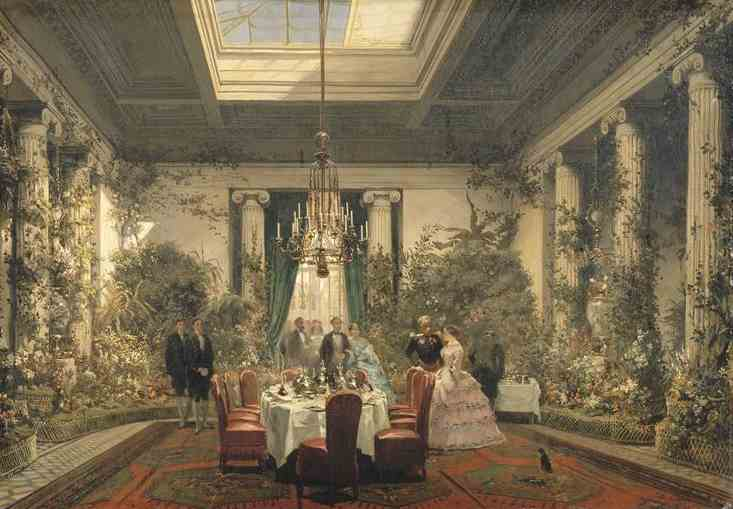
Себастьєн Шарль Жиро, Їдальня Матильди

Матильда проживала в особняку в Парижі, де за часів Другої імперії, а також після її падіння збиралася мистецька та літературна еліта Франції. Вона охоче приймала діячів культури, опозиційно налаштованих до режиму Наполеона III. Коли Дюма-батько вкотре грубо озвався про імператора в салоні принцеси, у неї запитали, чи не посварилася вона з відомим романістом. Матильда відповіла: «Думаю, що посварилася на смерть … Сьогодні він у мене обідає». Коли Жорж Санд клопотала про поблажливість до засуджених політичних супротивників Другої імперії, вона воліла звертатися до Матильди або її брата Жозефа-Наполеона. Згадуючи про свого знаменитого дядька, Наполеона I, Матильда одного разу сказала Марселю Прусту: «Якби не він, я продавала б апельсини на вулицях Аяччо». Пруст регулярно бував у салоні принцеси починаючи з 1891 року: «Він подобався власниці будинку, а завсідники салону на згадку про останнього коханця принцеси прозвали Пруста Полон Молодший» . Як реальна історична особа принцеса Матильда введена письменником до умовного сюжету його циклу романів «У пошуках утраченого часу» (1913—1927) . Крім того, деякими рисами принцеси Пруст наділив іншого персонажа циклу — маркізу де Вільпарізі .
Після падіння Імперії Матильда якийсь час жила в Бельгії, пізніше повернулася до Франції.
Коли відповідно до закону 1886 року з країни було вигнано сім'ї, які претендують на трон Франції, Матильда, єдина з Бонапартів залишилася в країні.
Упродовж багатьох років принцеса підтримувала стосунки з російським імператорським двором.
Померла у Парижі у 1904 році, на 84-у році життя.